# موريتز فيلز
موريتز فيلز (بالألمانية: Moritz Wels) هو لاعب كرة قدم نمساوي، ولد في 25 سبتمبر 2004 في النمسا.

## وصلات خارجية
- موريتز فيلز على موقع قاعدة بيانات كرة القدم.إي يو (الإنجليزية)
- موريتز فيلز على موقع Soccerway.com (الإنجليزية)
- موريتز فيلز على موقع عالم كرة القدم.نت (الإنجليزية)